# When We Was Fab
«When We Was Fab» es una canción compuesta por George Harrison y Jeff Lynne sobre los días de la Beatlemanía, cuando The Beatles eran referidos como "The Fab Four". La canción ocupa la pista 6 del álbum Cloud Nine de 1987 y fue lanzado posteriormente como sencillo en enero de 1988.

## Lanzamiento
En el Reino Unido, la canción llegó al número 25 en el UK Singles Chart y en Estados Unidos, alcanzó el lugar 23 en el ranking Billboard Hot 100. Es el último hit de Harrison en alcanzar un lugar superior al 40 en Estados Unidos y el segundo hit cuya letra se refiere a los años como un Beatles, el otro siendo "All Those Years Ago".
En 2010, los oyentes de la radio AOL eligieron "When We Was Fab" como una de las 10 mejores canciones de Harrison, apareciendo en el número 9.

## Portada
La portada del sencillo incluye una ilustración de Klaus Voormann de George Harrison, que fue usada en el álbum de 1966, Revolver (las letras "ER" son visibles), junto con una ilustración similar actualizada de Harrison, 22 años después.

## Vídeo musical
El videoclip que acompañó a la canción fue dirigido por Godley & Creme. Ringo Starr aparece frecuentemente como el "asistente" de Harrison y luego como el baterista. También aparecen Jeff Lynne, Elton John (dando una moneda a Harrison) y Ray Cooper. El video incluye varias referencias a The Beatles, como un bajista vestido como una morsa (refiriéndose a I Am the Walrus y a Paul McCartney) y la contraportada de Imagine.
El video tuvo 6 nominaciones a los MTV Video Music Awards de 1988, incluyendo "Mejor Director de Arte" por Sid Bartholomew.